# Чемпіонат СРСР з баскетболу 1988—1989
В чемпіонаті СРСР 1988/89 золоті нагороди здобули: серед жіночих команд — московський ЦСКА, серед чоловічих — київський «Будівельник».

## Жінки
Призери жіночої першості:
1. ЦСКА (Москва)
2. «Горизонт» (Мінськ)
3. «Динамо» (Волгоград)

Склад переможців турніру:
| Барель, Бурякіна, Вауліна, Гончарова, Євкова, Комарова, Кузнецова, Пантікова, Савченко, Чаусова. |

## Чоловіки
У вищій лізі чемпіонату СРСР 1988/1989 серед чоловіків брали участь 12 команд. Змагання тривало з 14 жовтня по 28 квітня. Після завершення групового турніру проводилися стикові ігри за золоті та бронзові медалі чемпіонату. Переможцем першості став київський «Бідівельник».
Турнірна таблиця після групового етапу:
| М  | Команда               | І  | В  | П  | МЗ   | МП   | Р    | О  |
| -- | --------------------- | -- | -- | -- | ---- | ---- | ---- | -- |
| 1  | «Жальгіріс» (Каунас)  | 44 | 38 | 6  | 4524 | 4036 | 488  | 82 |
| 2  | «Будівельник» (Київ)  | 44 | 35 | 9  | 4264 | 3792 | 472  | 79 |
| 3  | ЦСКА (Москва)         | 44 | 31 | 13 | 4121 | 3731 | 390  | 75 |
| 4  | СКА (Алма-Ата)        | 44 | 29 | 15 | 4289 | 4015 | 274  | 73 |
| 5  | «Динамо» (Москва)     | 44 | 24 | 20 | 4189 | 4105 | 84   | 68 |
| 6  | «Калев» (Таллінн)     | 44 | 21 | 23 | 3856 | 3787 | 69   | 65 |
| 7  | «Статіба» (Вільнюс)   | 44 | 20 | 24 | 3789 | 3838 | -49  | 64 |
| 8  | «Динамо» (Тбілісі)    | 44 | 20 | 24 | 3780 | 4137 | -357 | 64 |
| 9  | РТІ (Мінськ)          | 44 | 16 | 28 | 3836 | 3999 | -163 | 60 |
| 10 | «Шахтар» (Донецьк)    | 44 | 12 | 32 | 3774 | 4092 | -318 | 56 |
| 11 | ВЕФ (Рига)            | 44 | 10 | 34 | 3803 | 4277 | -474 | 54 |
| 12 | «Спартак» (Ленінград) | 44 | 8  | 36 | 3658 | 4074 | -416 | 52 |

Плей-оф за третє місце:
| Матч №1 26 квітня 1989 |

| СКА | 81 – 84 | ЦСКА |
| --- | ------- | ---- |
|     | Звіт    |      |

| Алма-Ата |

СКА: Кузнецов (12), Міловідов, А.Філіпов, Мелещенко (11), Жуканенко (15), І.Філіпов, Овчинников (2), Тихоненко (28), Кулагін (13).
ЦСКА: Горін (13), Бережний (18), Тараканов (8), Лопатов, Міглінієкс (5), Попов (14), Ткаченко (4), Мінаєв (12), Гоборов (10).
| Матч №2 28 квітня 1989 |

| ЦСКА | 93 – 89 | СКА |
| ---- | ------- | --- |
|      | Звіт    |     |

|  |

Команда ЦСКА здобула бронзові нагороди чемпіонату.
Плей-оф за перше місце:
| Матч №1 22 квітня 1989 |

| «Будівельник» | 97 – 94 | «Жальгіріс» |
| ------------- | ------- | ----------- |
|               | Звіт    |             |

| Палац спорту (Київ) |

«Будівельник»: Левицький (5), Волков (15), Ковтун (13), Шаптала (20), Мурзін, Подковиров (20), Сільверстов (12), Білостінний (12).
«Жальгіріс»: Бразіс (5), Лекараускас (2), Крапікас (4), Куртінайтіс (24), Сабоніс (25), Браздаускіс (13), Хомічюс (21), Ейнікіс, Йовайша.
| Матч №2 25 квітня 1989 |

| «Жальгіріс» | 87 – 90 | «Будівельник» |
| ----------- | ------- | ------------- |
|             | Звіт    |               |

| «Спортхалле» (Вільнюс) |

«Жальгіріс»: Куртінайтіс (25), Крапікас (8), Ейнікіс, Браздаускіс, Хомічюс (22); Лекараускас (8), Йовайша (16), Бразіс (8).
«Будівельник»: Волков (26), Білостінний (15), Шаптала (10), Подковиров (13), Сільверстов (4); Мурзін (9), Левицький (13), Ковтун, Косенко.
Підсумкова таблиця:
| М  | Команда               | І  | В  | П  | МЗ   | МП   | Р    | О  |
| -- | --------------------- | -- | -- | -- | ---- | ---- | ---- | -- |
| 1  | «Будівельник» (Київ)  | 46 | 37 | 9  | 4451 | 3973 | 478  | 83 |
| 2  | «Жальгіріс» (Каунас)  | 46 | 38 | 8  | 4705 | 4223 | 482  | 84 |
| 3  | ЦСКА (Москва)         | 46 | 33 | 13 | 4298 | 3901 | 397  | 79 |
| 4  | СКА (Алма-Ата)        | 46 | 29 | 17 | 4459 | 4192 | 267  | 75 |
| 5  | «Динамо» (Москва)     | 44 | 24 | 20 | 4189 | 4105 | 84   | 68 |
| 6  | «Калев» (Таллінн)     | 44 | 21 | 23 | 3856 | 3787 | 69   | 65 |
| 7  | «Статіба» (Вільнюс)   | 44 | 20 | 24 | 3789 | 3838 | -49  | 64 |
| 8  | «Динамо» (Тбілісі)    | 44 | 20 | 24 | 3780 | 4137 | -357 | 64 |
| 9  | РТІ (Мінськ)          | 44 | 16 | 28 | 3836 | 3999 | -163 | 60 |
| 10 | «Шахтар» (Донецьк)    | 44 | 12 | 32 | 3774 | 4092 | -318 | 56 |
| 11 | ВЕФ (Рига)            | 44 | 10 | 34 | 3803 | 4277 | -474 | 54 |
| 12 | «Спартак» (Ленінград) | 44 | 8  | 36 | 3658 | 4074 | -416 | 52 |

Склад переможців турніру:
| Гравці: Олександр Білостінний, Олександр Волков, Євген Долгов, Анатолій Ковтун, Юрій Косенко, Володимир Левицький, Євген Мурзін, Сергій Орєхов, Ігор Пінчук, Андрій Подковиров, Юрій Сільверстов, Андрій Шаптала, Олександр Шевченко. Головний тренер: Віктор Боженар. Тренери: Зураб Хромаєв, Віктор Гуревич. |